# Llanos Massó
María de los Llanos Massó Linares, connue comme Llanos Massó (Albacete, 1966), est une femme politique espagnole, députée de Vox au Parlement valencien depuis 2019, assemblée qu'elle préside depuis juin 2023.

## Biographie
Llanos Massó Linares naît à Albacete. Elle fait des études en sciences religieuses à l'Institut des sciences religieuses de l'évêché de Segorbe-Castellón et est audioprothésiste de l'université d'Alicante ; elle a également commencé des études en physique. Elle est membre du Comité exécutif national du parti d'extrême droite Vox, auquel elle est affiliée depuis 2015.
Présidente provinciale de Vox à Castellón, elle se présente pour cette circonscription aux élections au Parlement valencien à trois reprises consécutives, en 2015, 2019 et 2023. Entre 2019 et 2023, elle présente plus de six cents initiatives parlementaires, fondamentalement liées au domaine de l'éducation et du valencien. Durant cette période, elle est porte-parole adjointe de Vox aux Corts et membre de la commission de l'éducation et des finances.
Elle se dit opposée à ce qu'elle nomme « l'endoctrinement dans les salles de classe », et soutient l'adoption du « pin parental (es) » — la possibilité pour les parents d'opposer leur véto à l'assistance de leurs enfants à certains cours —, défend la liberté des parents de choisir l'éducation de leurs enfants, et milite contre l'avortement,. Elle prône également la prison à vie pour les violeurs et la suppression de la télévision publique valencienne.
Le 26 juin 2023, elle est élue présidente du Parlement valencien avec le soutien des 53 députés régionaux du Parti populaire et de Vox, contre 31 obtenus par le candidat du Parti socialiste.
Elle est mariée et mère de deux filles.